# Quintus Lollius Urbicus
Quintus Lollius Urbicus was gedurende het bewind van de Romeinse keizer Antoninus Pius van 139 tot en met 142 n.Chr. gouverneur van de Romeinse provincie Britannia.
Hij wordt genoemd in de tekst die bekendstaat als de Historia Augusta. Ook is zijn naam aangetroffen op vijf Romeinse inscripties in Groot-Brittannië; zijn carrière wordt in detail uit de doeken gedaan op een paar inscripties die zijn aangebracht in zijn geboorteland Tiddis, in de nabijheid van Cirta in Numidië (het tegenwoordige Constantine in Algerije).
Voorafgaand aan zijn periode als gouverneur van Britannia was hij van 135 tot 139 gouverneur van Germania Inferior. Voordat hij gouverneur van Germania Inferior werd maakte hij zich zo tot 134 verdienstelijk bij het neerslaan van de Bar Kochba-opstand (132-136).